# Guillaume Lauth
Pour les articles homonymes, voir Lauth.
Guillaume Lauth (2 mai 1794, Strasbourg - 15 mai 1865, Strasbourg), est un homme politique français.

## Biographie
Fils d'un avocat de Strasbourg, il s'établit négociant dans cette ville et devient Président du tribunal de commerce. Il se présenta à la députation, le 1er août 1846, comme candidat de l'opposition, dans le 2e collège du Bas-Rhin (Strasbourg), où il échoua avec 140 voix contre 225 au député sortant, Alfred Renouard de Bussière. 
Maire provisoire de Strasbourg (du 2 mars au 2 mai 1848) lors événements de février 1848, il fut élu, le 23 avril, représentant du Bas-Rhin à l'Assemblée constituante. Il ne fut pas réélu à la Législative.